# Phrynocris
Phrynocris is een kevergeslacht uit de familie van de boktorren (Cerambycidae). De wetenschappelijke naam van het geslacht werd voor het eerst geldig gepubliceerd in 1867 door Bates.

## Soorten
Phrynocris is monotypisch en omvat slechts de volgende soort:
- Phrynocris notabilis Bates, 1867